# Nesticella proszynskii
Nesticella proszynskii är en spindelart som först beskrevs av Pekka T. Lehtinen och Michael Ilmari Saaristo 1980.  Nesticella proszynskii ingår i släktet Nesticella och familjen grottspindlar. Inga underarter finns listade i Catalogue of Life.